# (74427) 1999 BU2
1999 بي يو 2 (ويعرف أيضًا باسم (74427) 1999 بي يو 2 وفق تسمية الكوكب الصغير) (بالإنجليزية: 1999 BU2)‏ هو كويكب ضمن حزام الكويكبات؛ وترتيبه 74427 من حيث الاكتشاف.
اكتُشف هذا الجُرم الفلكي بواسطة تاكاو كوباياشي في 18 يناير 1999.

## وصلات خارجية
- (74427) 1999 BU2 في قاعدة بيانات مختبر الدفع النفاث لأجرام النظام الشمسي الصغيرة

- الاكتشاف · مخطط المدار ·  العناصر المدارية · المعلمات المادية

- (74427) 1999 BU2 على موقع ويكي سكاي: DSS2, SDSS, GALEX, IRAS, Hydrogen α, X-Ray, Astrophoto, Sky Map, Articles and images